# Arnis Rumbenieks
Arnis Rumbenieks (* 4. April 1988 in Valmiera) ist ein lettischer Geher.

## Sportliche Laufbahn
Arnis Rumbenieks trat 2004 in seinen ersten Wettkämpfen als Geher an und gewann im Mai die Goldmedaille bei den Lettischen U18-Meisterschaften über 10 km. 2005 gewann er den mit Bestzeit von 45:13 min den Baltischen Geher-Cup in der Altersklasse U18. Anfang Juli bestritt er seinen ersten Wettkampf auf der 20-km-Distanz und absolvierte die Strecke in einer Zeit von 1:32:04 h. Zwei Wochen später trat er in Marrakesch bei den U18-Weltmeisterschaften an und belegte über 10.000 Meter auf der Bahn den neunten Platz. 2006 gewann er Anfang April bei seinem ersten Wettkampf überhaupt über 50 km die Silbermedaille bei den Lettischen Meisterschaften. Im Juni verbesserte er sich auf 43:20 min über 10 km, bevor er einen Monat später in Peking bei den U20-Weltmeisterschaften an den Start ging. Den Wettkampf konnte er schließlich nicht beenden. 2007 gewann er mit neuer Bestzeit von 1:27:00 h die Silbermedaille bei den Lettischen Meisterschaften über 20 km. Im Juli trat er in Hengelo bei den U20-Europameisterschaften an und belegte über 10.000 Meter den zehnten Platz. Auch 2009 konnte er mit neuer Bestleistung die Silbermedaille bei den nationalen Meisterschaften gewinnen. 
2009 gewann Rumbenieks im April über 20 km mit Bestzeit von 1:24:24 h seinen ersten Lettischen Meistertitel. Im Juli trat er im Nachbarland Litauen bei den U23-Europameisterschaften an, wurde allerdings im Wettkampf über 20 km disqualifiziert. Anfang Oktober gewann er auch über 50 km seinen ersten nationalen Meistertitel. 2010 qualifizierte er sich zum ersten Mal für die Europameisterschaften, bei denen er in Barcelona bei seinem Debüt den 21. Platz belegte. Im September trat er im Marathon bei den Lettischen Meisterschaften an und gewann mit einer Zeit von 2:38:07 h die Bronzemedaille. 2012 verbesserte er sich über 20 km auf eine Zeit von 1:24:18 h. Damit qualifizierte er sich für die Olympischen Sommerspiele in London, bei denen er Anfang August an den Start ging. Mit einer Zeit von 1:26:26 h belegte er den 43. Platz. 2013 war er zum ersten Mal für die Weltmeisterschaften qualifiziert und landete in Moskau über 20 km auf dem 41. Platz. 2014 trat er in Zürich zum zweiten Mal bei den Europameisterschaften an und landete, wie bereits 2010 in Barcelona, auf dem 21. Platz. Fortan trat er verstärkt auf der 50-km-Distanz an. Im März 2015 steigerte er sich deutlich bis auf 4:03:44 h und war damit zum zweiten Mal für die Weltmeisterschaften qualifiziert. Bei ihnen ging er Ende August in Peking an den Start und belegte mit einer Zeit von 4:28:55 h den 38. Platz.
2016 war Rumbenieks zum zweiten Mal für die Olympischen Sommerspiele qualifiziert und trat in Rio de Janeiro dabei zum ersten Mal über 50 km an. Mit einer Zeit von 4:08:28 h kam er dabei nicht über den 37. Platz hinaus. Die Saison 2017 verpasste er anschließend. 2018 konnte er sich um März bei seinem ersten Wettkampf seit den Olympischen Spielen auf eine Zeit von 4:00:06 h steigern. Im August trat er dann in Berlin zum dritten Mal bei den Europameisterschaften an, konnte den Wettkampf allerdings nicht beenden. 2019 steigerte er sich im Mai beim Europäischen Geher-Cup in Litauen auf eine Zeit von 3:57:09 h. Ende September trat er dann in Doha zum dritten Mal bei den Weltmeisterschaften an und belegte den 21. Platz über 50 km. 2021 steigerte er seine Bestzeit zweimal hintereinander und belegte Mitte Mai im Rahmen der Geher-Team-Europameisterschaften den siebten Platz mit 3:51:51 h. Damit verpasste er es zwar die Qualifikationsnorm für die Olympischen Sommerspiele in Tokio zu unterbieten, ist über seinen 44. Platz auf der Weltrangliste allerdings dennoch qualifiziert. Im August ging er bei den Spielen an den Start und belegtem wie bereits 2016, den 37. Platz.
Rumbenieks gewann im Laufe seiner Leichtathletikkarriere sieben nationale Meistertitel, dreimal über 20 km (2009–2011), zweimal über 50 km (2009, 2021) und zweimal in der Halle (2012, 2022).

## Wichtige Wettbewerbe
| Jahr                 | Veranstaltung             | Ort                  | Platz                | Disziplin            | Zeit                 |
| Startet für Lettland | Startet für Lettland      | Startet für Lettland | Startet für Lettland | Startet für Lettland | Startet für Lettland |
| -------------------- | ------------------------- | -------------------- | -------------------- | -------------------- | -------------------- |
| 2005                 | U18-Weltmeisterschaften   | Marrakesch           | 9.                   | 10.000 m Bahngehen   | 46:20,12 min         |
| 2006                 | U20-Weltmeisterschaften   | Peking               |                      | 10.000 m Bahngehen   | DNF                  |
| 2007                 | U20-Europameisterschaften | Hengelo              | 10.                  | 10.000 m Bahngehen   | 42:50,37 min         |
| 2009                 | U23-Europameisterschaften | Kaunas               |                      | 20 km Gehen          | DSQ                  |
| 2010                 | Europameisterschaften     | Barcelona            | 21.                  | 20 km Gehen          | 1:30:50 h            |
| 2012                 | Olympische Sommerspiele   | London               | 43.                  | 20 km Gehen          | 1:26:26 h            |
| 2013                 | Weltmeisterschaften       | Moskau               | 41.                  | 20 km Gehen          | 1:29:13 h            |
| 2014                 | Europameisterschaften     | Zürich               | 21.                  | 20 km Gehen          | 1:27:07 h            |
| 2015                 | Weltmeisterschaften       | Peking               | 38.                  | 50 km Gehen          | 4:28:55 h            |
| 2016                 | Olympische Sommerspiele   | Rio de Janeiro       | 37.                  | 50 km Gehen          | 4:08:28 h            |
| 2018                 | Europameisterschaften     | Berlin               |                      | 50 km Gehen          | DNF                  |
| 2019                 | Weltmeisterschaften       | Doha                 | 21.                  | 50 km Gehen          | 4:28:18 h            |
| 2021                 | Olympische Sommerspiele   | Tokio                | 37.                  | 50 km Gehen          | 4:13:33 h            |

## Persönliche Bestleistungen
Freiluft
- 10.000-m-Bahngehen: 40:23,2 min, 6. Juni 2009, Valga
- 20-km-Gehen: 1:24:18 h, 1. Juni 2012, Alytus
- 50-km-Gehen: 3:51:51 h, 16. Mai 2021, Poděbrady

Halle
- 5000-m-Gehen: 19:59,67 min, 28. Juni 2012, Riga